# Bleed from Within
Bleed From Within é uma banda de deathcore de Glasgow, Escócia. Scott Kennedy (vocais), Craig Gowans (guitarra), Ali Richardson (bateria), Davie Provan (baixo) e Martyn Evans (guitarra) são atualmente os músicos do grupo. O guitarrista Dave Lennon deixou a banda em fevereiro de 2011.

## História
A banda se formou em Glasgow, em 2005, onde eles se conheceram inicialmente em um clube de jovens, onde  tocavam músicas Lamb of God.
Em 2006 eles lançaram seu primeiro EP, In The Eyes Of The Forgotten.
A banda tocou em conjunto com o I Killed The Prom Queen e The Black Dahlia Murder.
Em 2007 a banda lançou seu segundo EP Welcome to the Plague Year pela gravadora Four Aces Records.
A banda lançou seu álbum de estreia Humanity, em 2009 e seguiu-o com o Empire em 2010. Ambos os álbuns foram lançados pela gravadora britânica Rising records.
A primeira turnê que ganhou uma exposição em larga escala foi em 2010, quando eles apoiaram Sylosis e While She Sleeps na Metal Hammer Razor Tour.
A banda então está em turnê pela Europa, incluindo Escócia, Inglaterra, Holanda, Alemanha, Áustria, Itália, Suécia e Finlândia. Outros são headliners After the Burial  e Suicide Silence. Em 2011 o Festival Mach1 em Montabaur / Alemanha, a banda vai partilhar palco com artistas como Callejon, Heaven Shall Burn, War from a Harlots Mouth, Nuts Deez, Soilwork, Black Label Society, Betray Your Idols e muito mais.
A banda atualmente lançou seu último álbum Uprising em 2013 pela gravadora Century Media.

## Discografia

### EPs
- 2005: In The Eyes Of The Forgotten
- 2008: Welcome to the Plague Year (Four Aces Records)

### Álbums
- 2009: Humanity (Rising records)
- 2010: Empire (Rising records)
- 2013: Uprising (Century Media Records)
- 2014: Death walk (Century Media records)
- 2022: Shrine

## Integrantes

### Atuais
- Scott Kennedy - Vocal
- Craig "Goonzi" Gowans - Guitarra
- Martyn Evans - Guitarra
- Davie Provan - Baixo
- Ali Richardson - bateria

### Ex-Integrantes
- Dave Lennon - Guitarra
- Scott McCreadie - Guitarra